# Eosialis dorisi
Eosialis dorisi là một loài côn trùng trong họ Sialidae thuộc bộ Megaloptera. Loài này được Nel et al. miêu tả năm 2002.